# Václav Vlasák (fotograf)
Václav Vlasák (26. září 1880, Příbram – 27. duben 1955, České Budějovice) byl český fotograf, který měl fotoateliér v Českých Budějovicích. Vyučil se u českobudějovického fotografa Jana Příbramského, praxi nabyl u Jana Nepomuka Langhanse, v jednom z ateliérů rakouského fotografa Carla Pietznera, u Arnošta Bendy v Praze a v táborském fotoateliéru Šechtl a Voseček.

## Životopis
Pocházel z Příbrami z rodiny hostinského Václava Vlasáka a Kajetány, rozené Průšové. Do Budějovic se dostal v roce 1897 společně s otcem, který se stal správcem Předního mlýna.  15. listopadu 1907 otevřel zrekonstruovaný a moderně vybavený 70 m² velký fotoateliér, který koupil od Antonína Pecha na zahradě domu Na Sadech č. 2, dnes Senovážné náměstí. V ateliéru pracoval také jeho bratr Gustav. Na této adrese působil přinejmenším do roku 1948. Byl členem českobudějovických českých vlasteneckých spolků, v roce 1908 vstoupil do Besedy českobudějovické. V jeho fotoateliéru byly zhotovovány fotografie podle přání zákazníků, převažovaly podobizny. Zhotovoval též reliéfní fotografie a platinotypie. V roce 1918 se stal místopředsedou Družstva Jihočeského národního divadla, kde se seznámil se svou pozdější manželkou, tanečnicí Bertou Knittlovou (* 20. září 1889). V prostředí divadla se seznámil s předními umělci (hudebníky, pěvci, herci), které fotografoval. Fotografoval i politiky, například Augusta Zátku nebo Tomáše Garrigue Masaryka. Pořídil si sbírku jím pořízených fotografií známých osobností s podpisy fotografovaných osob. V roce 1929 byl zakládajícím členem Jednoty společenstev fotografů, což bylo společenstvo fotografů (živnostníků) z celých jižních Čech. Vlasákovy vztahy s osobnostmi uměleckého světa pomohly pozvednout úroveň divadelnictví v Českých Budějovicích.